# Gopo pentru cel mai bun scenariu
Gopo pentru cel mai bun scenariu este un premiu acordat în cadrul galei Premiilor Gopo.
Câștigătorii și nominalizații acestei categorii sunt:

### Anii 2000
- 2007 Corneliu Porumboiu  – A fost sau n-a fost?
  - Andreea Vălean, Cătălin Mitulescu  – Cum mi-am petrecut sfârșitul lumii
  - Cecilia Ștefănescu  – Legături bolnăvicioase
  - Alexandru Baciu, Radu Muntean, Răzvan Rădulescu  – Hârtia va fi albastră

- 2008 Cristian Nemescu, Tudor Voican  – California Dreamin' (Nesfârșit)
  - Cristian Mungiu  – 4 luni, 3 săptămâni și 2 zile

- 2009 Nae Caranfil  – Restul e tăcere
  - Alexandru Baciu, Radu Muntean, Răzvan Rădulescu  – Boogie
  - Adrian Lustig, Horațiu Mălăele  – Nunta mută
  - Tudor Voican  – Schimb valutar

### Anii 2010
- 2010 Corneliu Porumboiu  – Polițist, adjectiv
  - Anca Damian  – Întâlniri încrucișate
  - Augustina Stanciu, Radu Jude  – Cea mai fericită fată din lume
  - Ileana Muntean, Mircea Stăiculescu, Andrei Gruzsniczki  – Cealaltă Irina
  - Radu Mihăileanu, Alain-Michel Blanc  – Concertul

- 2011 Tudor Voican  – Medalia de onoare
  - Alexandru Baciu, Radu Muntean, Răzvan Rădulescu  – Marți, după Crăciun
  - Cătălin Mitulescu, Florin Șerban  – Eu când vreau să fluier, fluier
  - Marian Crișan  – Morgen
  - Răzvan Rădulescu, Melissa de Raaf  – Felicia, înainte de toate

- 2012 Cristi Puiu  – Aurora
  - Alexandru Baciu, Răzvan Rădulescu  – Principii de viață
  - Adrian Sitaru  – Din dragoste cu cele mai bune intenții

- 2013 Radu Jude, Corina Sabău  – Toată lumea din familia noastră
  - Dan Chișu  – Și caii sunt verzi pe pereți
  - Gabriel Achim, Cosmin Manolache  – Visul lui Adalbert
  - Ionuț Teianu  – Despre oameni și melci

- 2014 Răzvan Rădulescu, Călin Peter Netzer  – Poziția copilului
  - Corneliu Porumboiu  – Când se lasă seara peste București sau Metabolism
  - Adrian Sitaru  – Domestic
  - Corneliu Porumboiu, Igor Cobileanski  – La limita de jos a cerului
  - Marian Crișan  – Rocker

- 2015 Nae Caranfil  – Closer to the Moon
  - Oana Maria Cajal, Nicolae Mărgineanu  – Poarta Albă
  - Andrei Gruzsniczki  – Q.E.D.

- 2016 Radu Jude, Florin Lăzărescu  – Aferim!
  - Mimi Brănescu  – Acasă la tata
  - Corneliu Porumboiu  – Comoara
  - Tudor Giurgiu, Loredana Novak  – De ce eu?
  - Alexandru Baciu, Radu Muntean, Răzvan Rădulescu  – Un etaj mai jos

- 2017 Cristi Puiu  – Sieranevada
  - Bogdan Mirică  – Câini
  - Paul Negoescu  – Două lozuri
  - Radu Jude  – Inimi cicatrizate
  - Cristian Mungiu  – Bacalaureat

- 2018 Daniel Sandu  – Un pas în urma serafimilor
  - Nae Caranfil  – 6,9 pe scara Richter
  - Ana Agopian, Oana Răsuceanu, Iulia Rugină  – Breaking News
  - Claudia Silișteanu, Adrian Silișteanu  – Fixeur
  - Anca Buja, Cristi Iftime  – Marița

- 2019 Radu Jude  – Îmi este indiferent dacă în istorie vom intra ca barbari
  - Andrei Crețulescu  – Charleston
  - Stere Gulea  – Moromeții 2
  - Constantin Popescu  – Pororoca
  - Alexandru Popa  – Secretul fericirii

### Anii 2020
- 2020 Corneliu Porumboiu  – La Gomera
  - Andrei Cohn, Alexandru Negoescu  – Arest.
  - Liviu Săndulescu, Bogdan Toma  – Cărturan
  - Marius Olteanu  – Monștri.
  - Radu Dragomir  – Mo

- 2021 Dorian Boguță și Loredana Novak  – Urma
  - Ivana Mladenovic și Adrian Șchiop  – Ivana cea Groaznică
  - Radu Jude și Gianina Cărbunariu  – Tipografic Majuscul

- 2022 Iulian Postelnicu și Bogdan George Apetri  – Neidentificat
  - Cristi Puiu  – Malmkrog
  - Ioana Moraru  – Câmp de maci
  - Radu Jude  – Babardeală cu bucluc sau porno balamuc
  - Ruxandra Ghițescu  – Otto barbarul

- 2023 Radu Romaniuc, Oana Tudor  – Oameni de treabă
  - Octav Chelaru  – Balaur
  - Monica Stan  – Imaculat
  - Alexandru Belc  – Metronom
  - Bogdan George Apetri  – Miracol

- 2024 Cecilia Ștefănescu, Tudor Giurgiu  – Libertate
- Radu Jude  – Nu aștepta prea mult de la sfârșitul lumii
  - Cristi Puiu  – MMXX
  - Mihai Mincan  – Spre nord
  - Andrei Tănase  – Tigru

- 2025 Bogdan Mureșanu  – Anul Nou care n-a fost
  - Ruxandra Ghițescu  – Clara
  - Andrei Crețulescu  – Ext. Mașină. Noapte
  - Stere Gulea  – Moromeții 3
  - Andrei Cohn  – Săptămâna Mare
  - Emanuel Pârvu, Miruna Berescu  – Trei kilometri până la capătul lumii

## Victorii și nominalizări multiple
Următoarele persoane au câștigat premiul Gopo pentru cel mai bun scenariu de mai multe ori :
| Premii câștigate | Scenarist          |
| ---------------- | ------------------ |
| 4                | Radu Jude          |
| 3                | Corneliu Porumboiu |
| 2                | Nae Caranfil       |
| 2                | Cristi Puiu        |

Următoarele persoane au primit cel puțin două nominalizări la premiul Gopo pentru cel mai bun scenariu:
| Nominalizări | Scenarist            |
| ------------ | -------------------- |
| 8            | Radu Jude            |
| 7            | Răzvan Rădulescu     |
| 6            | Corneliu Porumboiu   |
| 5            | Alexandru Baciu      |
| 4            | Cristi Puiu          |
| 3            | Nae Caranfil         |
| 3            | Tudor Voican         |
| 2            | Bogdan George Apetri |
| 2            | Marian Crișan        |
| 2            | Andrei Gruzsniczki   |
| 2            | Cătălin Mitulescu    |
| 2            | Cristian Mungiu      |
| 2            | Radu Muntean         |
| 2            | Loredana Novak       |
| 2            | Cecilia Ștefănescu   |
| 2            | Tudor Giurgiu        |
| 2            | Ruxandra Ghițescu    |
| 2            | Andrei Crețulescu    |
| 2            | Stere Gulea          |
| 2            | Andrei Cohn          |